# Medicilândia
Medicilândia est une municipalité brésilienne située dans l'État du Pará.